# Culinária do Togo

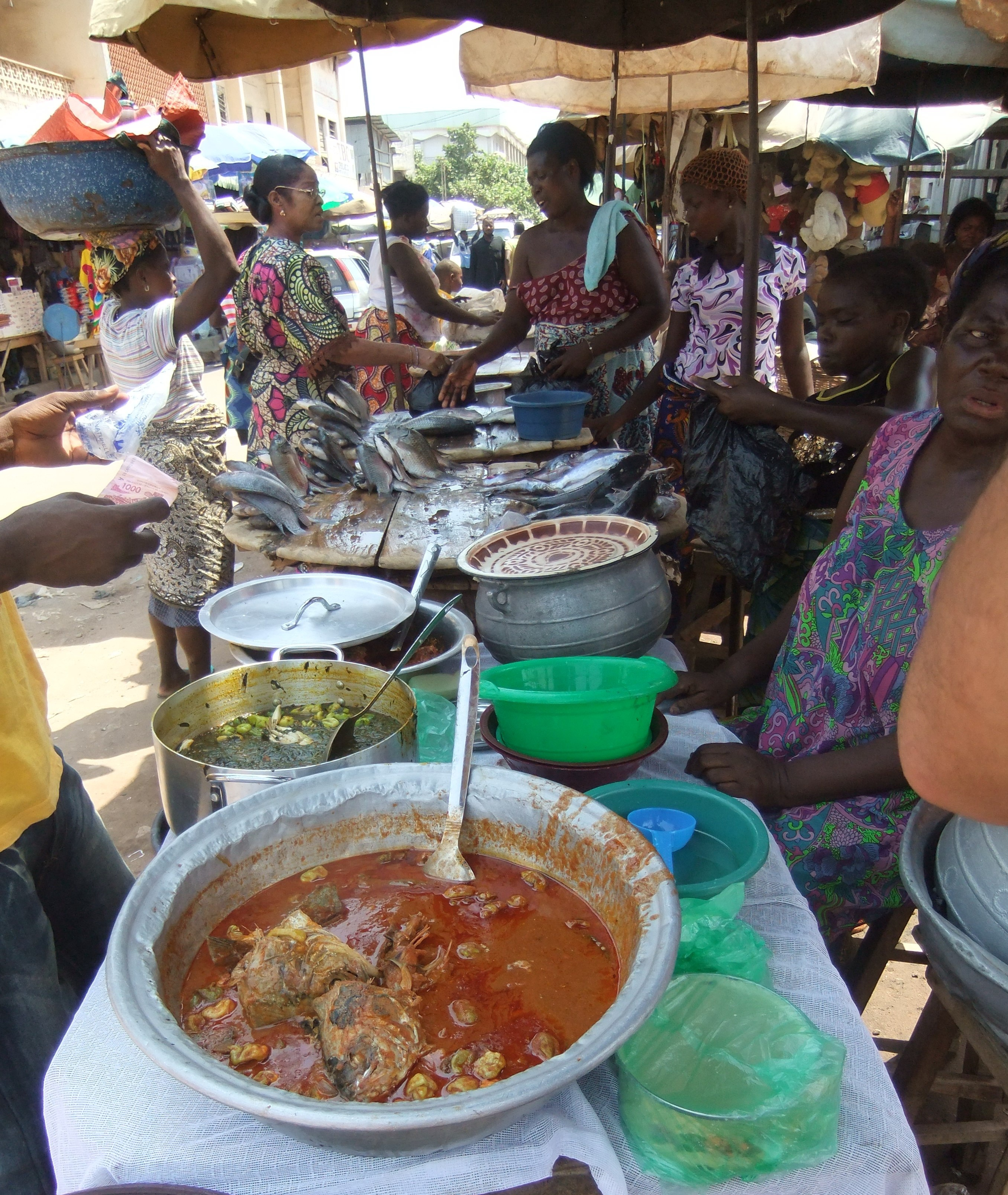
Comida de rua em Lomé.

A cozinha togolesa é a culinária da República do Togo, um país da África Ocidental. Os alimentos básicos da cozinha togolesa incluem milho, arroz, painço, mandioca, inhame, banana-da-terra e feijão. O milho é o alimento mais consumido na República do Togo. O peixe é uma fonte significativa de proteína. As pessoas no Togo tendem a comer em casa, mas também existem restaurantes e barracas de comida.

## Alimentos e Pratos

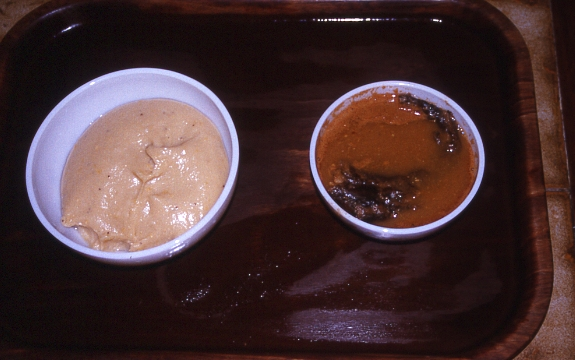
Fufu (à esquerda) e sopa de noz de dendê (à direita).

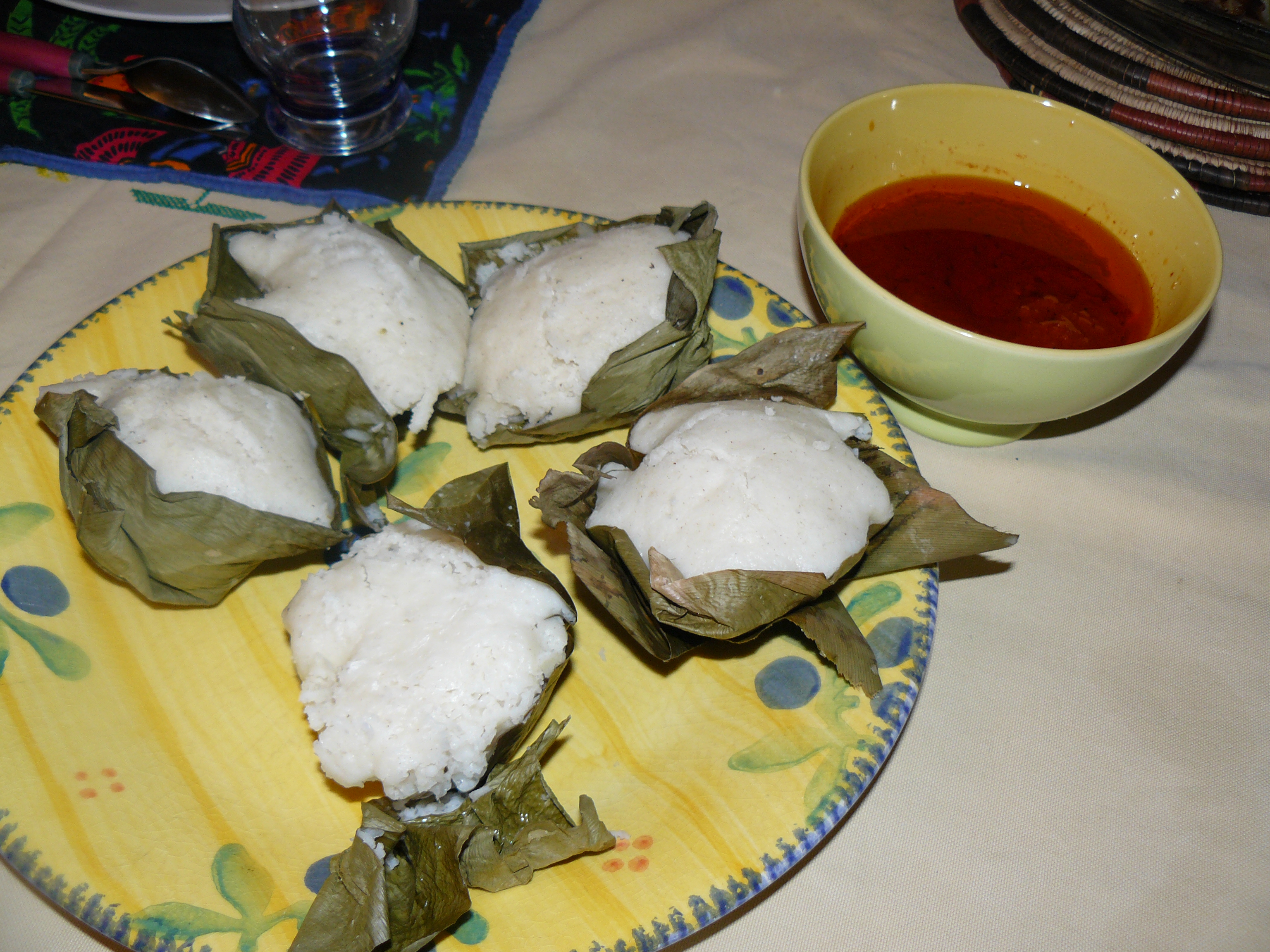
Ablo, um alimento à base de milho

O estilo togolês costuma ser uma combinação de influências africanas, francesas e alemãs. A culinária conta com diversos molhos e diferentes tipos de patês, muitos dos quais à base de berinjela, tomate, espinafre e peixe. A culinária combina esses alimentos com vários tipos de carnes e vegetais para criar pratos saborosos. Barracas de comida à beira da estrada vendem alimentos como amendoim, omeletes, brochettes, espiga de milho e camarão cozido.
Alimentos e pratos adicionais incluem:
- Agouti, conhecida como 'cortadores de grama'.[3]
- Akpan,[5] sobremesa de milho fermentado.
- Pão de baguete[3]
- Pimentas são frequentemente usadas como tempero[1]
- O fufu é muito comum,[2] e é feito a partir de inhame descascado e cozido, que depois é amassado com um pilão até atingir a consistência de massa.[3] O fufu costuma ser acompanhado de molhos.[3]
- Seletas porções de carne de cabra.[3]
- Koklo meme, frango grelhado com molho de pimenta.[2]
- Kokonte é um patê feito de mandioca[3]
- Paté, um bolo de fubá comumente consumido.[4]
- Amendoim
- Molho Riz d'arachide, um prato de arroz feito com molho de amendoim.[2]
- Akume, um alimento sólido, preparado a partir de milho moído servido com um molho de sopa, geralmente de quiabo.

## Bebidas
- Vinho Tinto[4]
- Cerveja americana[3]
- Vinho Branco